# 中華革命黨
中華革命黨（簡稱革命黨）為孫中山於民國三年（1914年）7月8日在日本東京創立的革命組織，黨員多為原興中會、中國同盟會及1912年成立的國民黨的部分人士，後於民國八年（1919年）10月10日改組為中國國民黨。

## 歷史

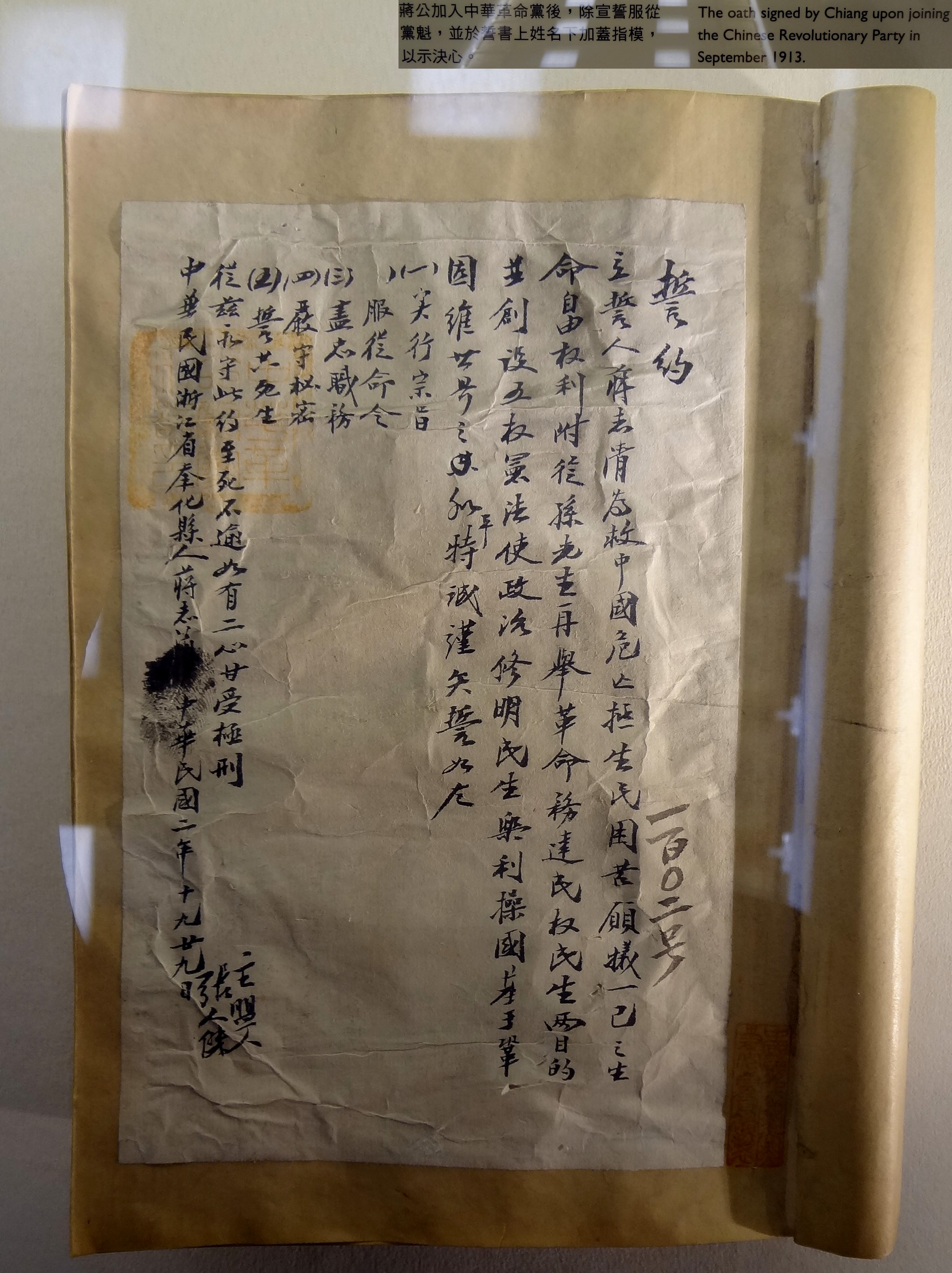
蔣介石入党誓词

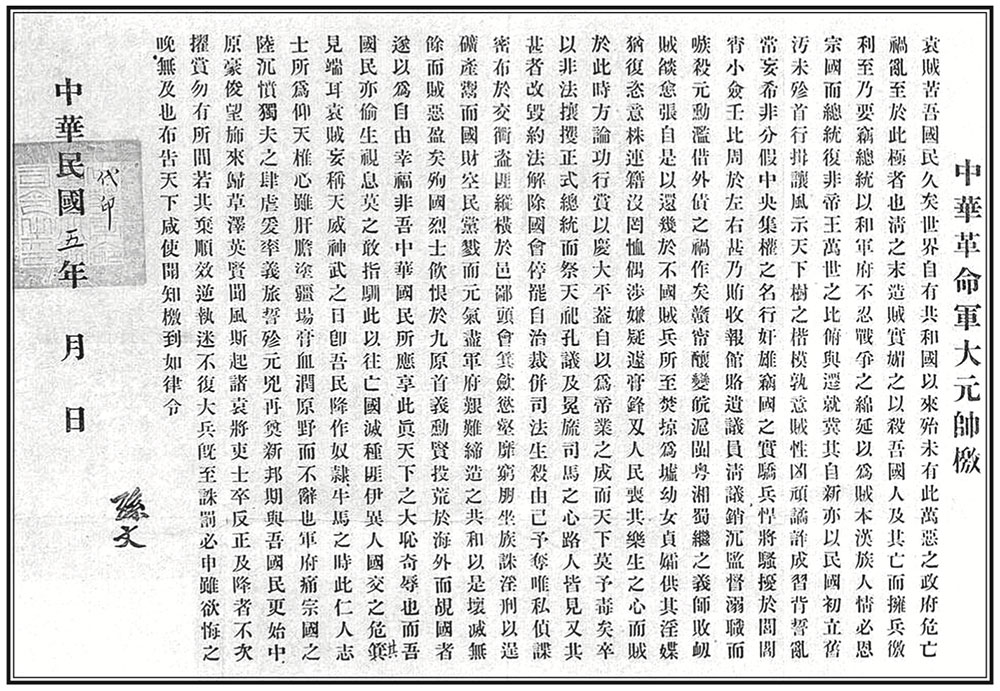
1916年，孫中山發布〈中華革命軍大元帥檄〉

1913年，宋教仁在上海遇刺身亡，孫中山發動反袁世凱的「二次革命」，失敗後流亡日本。孫檢討二次革命失敗的原因，他認為國民黨失去其前身中國同盟會的革命精神，黨員不服從理事長（即孫中山）的號令，主張循法律途徑解決宋案，未能及時起兵致使失敗。中華革命黨於1913年底開始籌建:274。
1914年，孫重申黨員必須信仰「革命主義」，同時強調「此次立黨，與前次辦法頗有不同。曩同盟會、國民黨之組織，徒以主義號召同志……不計品流之純粹」，以致「內部分子意見分歧，步驟凌亂……無奉令承教之美德。致黨魁則等於傀儡，黨員則有類散沙」；是故「此次重組革命黨，首以服從命令為惟一之要件。凡入黨各員，必自問甘願服從文一人，毫無疑慮而後可」:106-107。5月10日孫在東京創刊《民國》雜誌，後為中華革命黨機關刊物；5月11日孫致函日本首相大隈重信，勸其支持中國革命，許以優惠條件:375。6月22日:375，中華革命黨召開首次大會，推選孫為總理；7月8日中華革黨在東京築地精養軒舉行成立大會，與會者約300餘人:107。孫就任總理，並公布手書《中華革命黨總章》:375。並兩次發表討袁宣言。「中華革命黨」宣佈「以掃除專制政治，建設完全民國為目的」，「以實行民權、民生兩主義為宗旨」，規定入黨者都要按指印、立誓約，絕對服從孫，黨員人數最多時只500人左右:33。每個人都要發誓，「為救中國危亡，拯生民困苦，願犧牲一己之身命自由權利。」:274每個黨員之地位取決於入黨時間：凡在革命開始前之前入黨者，即為「首義黨員」，日後為「元勳公民」，將被賦予「特權」；凡在革命開始之後、革命政府成立之前入黨者，即為「協助黨員」，日後成為「有功公民」，享有選舉權與被選舉權；革命勝利之後始入黨者，即為「普通黨員」，日後為「先進公民」，只有選舉權，沒有被選舉權:275。黨總部設總務、黨務、軍務、政治、財政等部，由孫指定陳其美、居正、許崇智、鄧鏗、胡漢民、楊庶堪、張靜江和廖仲愷等分任正、副部長:107。11月29日，黑龍會領袖內田良平上呈日本政府一份關於解決中國問題之備忘錄，他在文中提議從袁世凱手中救出中國，然後與中國結盟，將中國置於日本保護下；他推薦支持兩個有助推翻袁世凱之團體：以肅親王為核心之北方君主主義者，和南方革命黨人孫:280。
孫的提案遭到部分革命黨人抵制，特別是黃興:276。孙向黄兴解释：「要知道過去革命所以失敗的最大原因，就是不肯服從一個領袖的命令。我們現在做革命能夠成功，以後黨內的一舉一動，就要領袖來指導，由全體黨員去服從。至於那一個人來做領袖，這是沒有關係的。假使你黃先生願意當領袖，我們就可以在誓約內寫明『服從黃先生』，我個人當然也填誓約來服從你的。如果你不願意當領袖，就由我來當領袖，那末你就應該服從我。至於誓約上要打指模，完全是表示加入革命的決心，決不是含侮辱的意思。」:220-221孙又对一般党员说道，革命党必须牺牲个人自由：“党员之于一党，非如国民之于政府，动辄可争平等自由，设一党中人人争平等自由，则举世当无有能自存之党。盖党员之于一党，犹官吏之于国家，官吏为国家之公仆，必须牺牲一己之自由平等，绝对服从国家，以为人民谋自由平等。惟党亦然，凡人投革命党中，以救国救民为己任，则当先牺牲一己之自由平等，为国民谋自由平等，故对于党魁则当服从命令，对于国民则当牺牲一己之权利。……是以此次重组革命党，首以服从命令为唯一之要件。”
1915年夏，中华革命党组建“中华革命军”，密令陈其美在上海筹组东南军，居正至青岛筹组东北军，胡汉民回广州筹组西南军，于右任赴陕西三原组织西北军，共四个总司令部，并派遣党人分赴各省运动军队和会党。从1914年到1916年，中华革命党举行了一系列的武装起义，其中比较有名的有：1914年10月，广东党人钟明光谋刺广惠镇守使龙觐光；11月，洪兆麟在广东惠州聚众二千举兵反袁；朱执信在顺德率千余人，攻打佛山。1915年12月，上海革命党人发动的肇和舰起义。1916年，江苏江阴、吴江、安徽大通等地的武装起义。1916年2月，东北军连克昌乐、安邱、高密等城；5、6月份三围省城济南，攻打即墨、莒县、昌邑10余县。:261-262
除作军事斗争以外，中华革命党还重视宣传工作。在1914年5月10日，革命党人在东京创立《民国》杂志后，又相继在美国旧金山出版《少年中国晨报》（李是男、黄芸苏主编）、《民口》月刊（冯自由、孙科、谢英伯等主编），在新加坡出版《国民日报》（陈新政、丘明昶、雷铁崖等主编），在加拿大维多利亚出版《新民国晨报》（胡汉贤、夏重民等主编），在檀香山出版《自由新报》（吴荣新主编），在上海法租界天主堂街出版《民国日报》（陈其美领导，邵力子、叶楚伧等主编），在天津出版《公民日报》（刘揆一任社长，刘铸生、张静庐等主编），在香港出版《现象报》（罗翼群、朱卓文任经理，邓寄芳、陈云锋等任主编）。:263-264
1915年底在云南爆发的护国战争，与中华革命党的反袁活动有直接联系。朱执信在《论中华革命党起义之经过》中回顾说：“厥后云南继起，遂克有成，然推其本原，不得遂祧去肇和，正犹武昌起事之前有三月廿九之役也。中华革命军实先护国军而起，而以甚大之好影响与护国军者也。”
1916年3月22日，袁世凱被迫取消帝制；4月9日，中華革命黨在日本友人田中昂寓所舉行聲討袁世凱的小型集會（又稱「帝制取消一笑会」）；5月1日，孫中山返國抵達上海公共租界；5月9日，中華革命黨發表《第二次討袁宣言》，號召推翻袁世凱；6月6日，袁世凱逝世，國會恢復，原國民黨議員前往北京重新參加議政活動；7月17日，中華革命黨在上海張園舉辦茶話會，與各界人士研討袁死後之形勢和建設方針。27日，本部通告各支部，停止一切軍事行動及黨務活動，並徵求改組意見。
1917年7月，張勳復辟，國會解散。而段祺瑞起兵驅逐張勳後控制北京，亦拒絕恢復《中華民國臨時約法》和國會。中華革命黨以維護臨時約法為號召，聯合廣東、廣西、雲南、貴州與四川等西南軍閥，在廣州組織軍政府並就任大元帥，形成南北對峙。部分國會議員響應號召，南下廣州召開非常會議，開展護法運動（亦稱「三次革命」），誓師北伐。
由於西南軍閥本無護法誠意，加上護法軍戰事不利，遂醞釀議和，主戰的中華革命黨人遭受排擠；再加上中華革命黨在各地組織行動時因缺乏民眾支持而屢遭挫折，孫終黯然前往上海法租界。其後孫亦因此改以「國民革命」的理念公開活動、擴大吸收黨員，並終於1919年10月將中華革命黨改組為中國國民黨:33

## 评价
《谁是新中国》作者辛灏年说，孙中山曾要求入党人员宣誓、按手模，表示服从领袖，遭到了黄兴等人的反对。现代以来，几位满族后裔和少数民运人士，指责孙中山是专制主义者。但历史情况是，孙中山创建中华革命党的同时，又创建了中华革命军，目的是用武装战胜复辟帝制的袁世凯。现实中的国家军队都实行军衔制，就是为命令和指挥有等级秩序可循。并且，孙仅要求自愿入党的人服从领袖，却没有逼迫人们必须入党。任何党、任何团体，都有自己的纪律和约束，个人若不愿牺牲一己自由，便不会为团体的信念和目标去战斗，就不必要入党。